# みどり会
みどり会（みどりかい）は、旧・三和銀行（現・三菱UFJ銀行）の主要取引先企業によって構成された企業グループ。

## 概要
日本万国博覧会「みどり館」の責任者であった、三和銀行副頭取・高山義雄のアイデアによって、「みどり館」への共同出展グループを母体とする事業法人として設立された。三和グループの親睦会としては、他に三水会（各社の会長、社長が参加）やクローバ会（各社の副社長、専務などが参加）等があるが、みどり会はそれらよりも多くの企業が参加している。三和銀行が大阪に本店を置いていた3つの銀行が合併した銀行だったため、関西発祥の企業が多い。加えて、三和銀行が主力取引銀行であった大京や京成電鉄、国際興業、ロッテなど、関西以外が発祥である企業も多く加盟している。三菱金曜会や白水会などの旧総合財閥系の企業グループと比較して、メンバー企業同士の結束は弱く、三和銀行の融資系列企業のサロン的団体とされた。

### 株式会社みどり会
みどり会のメンバー175社（2023年6月時点）が出資する企業として、株式会社みどり会（英：The Midori-Kai Co.,Ltd.）がある。同社は労働者派遣事業、職業紹介事業、保険代理店事業などを行う他、メンバー会社の社員、家族向けに各種斡旋サービスや優待販売会、ブライダル事業、ECモールなどを行っている。
旧久原財閥・旧日産コンツェルンの系譜を引く企業によって構成された春光グループの春光会・春光懇話会の会員企業（日立製作所、プロテリアル〈旧・日立金属〉、カナデビア〈旧・日立造船〉、新明和工業など）や、旧岩井商店（岩井財閥）の系譜を引く企業によって構成された最勝会グループに属している企業（双日〈旧岩井産業→日商岩井〉、トクヤマ、関西ペイント、日本橋梁 など）、大和銀行（現・りそなホールディングス/りそな銀行）が主催する大輪会にも参加している企業（双日、大林組、積水ハウス、野村證券など）も多数存在する。三和銀行の後身・UFJ銀行やその親会社・UFJホールディングスがそれぞれ東京三菱銀行や三菱東京フィナンシャル・グループと合併して三菱UFJ銀行や三菱UFJフィナンシャル・グループ（MUFG）が誕生してからはMUFG傘下の企業の他、田辺三菱製薬やUBE三菱セメントが三菱グループと重複加盟しており、他に芙蓉グループや第一勧銀グループにも参加している企業がある（日立製作所、神戸製鋼所など）。
みどり会の取締役会メンバー輩出企業（2025年6月現在）
- 代表取締役社長
  - ジェーシービー（専務執行役員）
- 社外取締役
  - 岩谷産業（社長）
  - 大林組（副会長）
  - 双日（会長）
  - 髙島屋（常務）
  - 帝人（シニア・アドバイザー）
  - カナデビア（社長）
  - 三菱UFJ銀行（会長）
  - UBE（顧問）

## メンバー企業
メンバー企業には、前述の通り、かつての三和銀行と同様に近畿地方を地盤としている企業が多いが、かつての三和銀行を主力取引銀行としていた大京、京成電鉄、国際興業など、近畿地方以外を地盤としている企業も多い。メンバーのうち、宇部興産（現・UBE）、帝人、日立造船（現・カナデビア）の3社は三和御三家と呼ばれていた。
現在のメンバー企業については、公式サイトのメンバー会社一覧（#外部リンク）を参照。